# Консовський Олексій Анатолійович
Консовський Олексій Анатолійович (28 січня 1912, Москва, Російська імперія — 1991, Москва, РРФСР) — радянський російський актор театру, кіно і озвучування. Кавалер Ордена «Знак Пошани» (1949). Заслужений артист РРФСР (1964). Народний артист РРФСР (1976). Лауреат Державної премії РРФСР імені братів Васильєвих (1966).

## З життєпису
Народився у Москві у шляхетній родині польського походження.
Вирішив стати актором за прикладом старшого брата, актора Дмитра Консовського, який пізніше був репресований (1907—1938). Закінчив технікум при Театрі імені В. Мейєрхольда (1933).
В кіно знімався з 1936 року, фільми: «Сім'я Оппенгейм» (1938), «Ми з Уралу» (1943), «Лермонтов» (1943, Михайло Юрійович Лермонтов), «Попелюшка» (1947, Принц), «Звичайне диво» (1964, Чарівник) та інші.
Грав в українських стрічках: «Дочка моряка» (1942, радист Крутиков), «Тарас Шевченко» (1951, Курочкін), «Щасливий, хто любив…» (1986). Також працював на озвучуванні українських фільмів.
Відомий майстер дубляжа. Озвучував художні, документальні фільми та мультфільми. Взяв участь у більше ніж 80-ті радіоспектаклях.
Помер на 80-му році життя 20 липня 1991 року у Москві. Похований у Москві на Ваганьковському цвинтарі (дільн. 38).

## Фільмографія

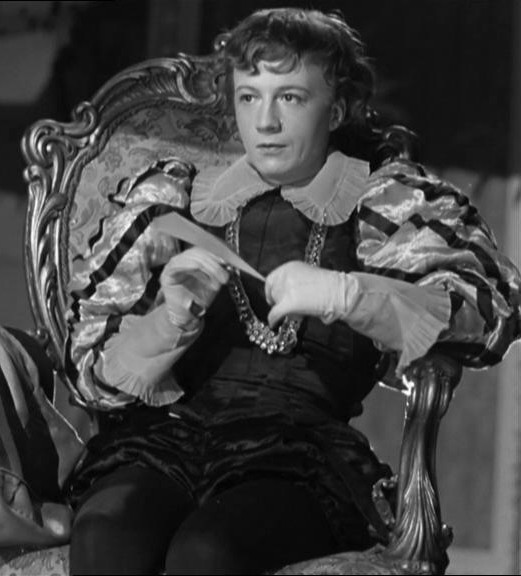
Олексій Консовський у ролі Принца («Попелюшка», 1947)

### Ролі в кіно
- «Батько і син» (1936, Семечкін)
- «Остання ніч (фільм, 1936)» (1936, Кузьма Захаркін)
- «Сім'я Оппенгейм» (1938, Ріхард)
- «Болотні солдати» (1938, Франц)
- «Член уряду» (1939, Петька)
- «Комендант Пташиного острова» (1939, радист)
- «Йшов солдат з фронту» (1939, Микола)
- «Сім'я Януш» (1941, Жорка)
- «Як посварилися Іван Іванович з Іваном Никифоровичем» (1959, М. В. Гоголь)
- «Машенька» (1942, Муряга, молодий таксист (немає в титрах)
- «Принц і жебрак» (1942, Гуго, жебрак)
- «Дочка моряка» (1942, радист Крутиков; Одеська кіностудія)
- «Ми з Уралу» (1943, Кузьма Заварін)
- «Лермонтов» (1943, Михайло Юрійович Лермонтов)
- «Морський батальйон» (1944, Фролкин, сержант)
- «Це було в Донбасі» (1945, гімназист)
- «Синегорія» (1946, Льошка Ходуля)
- «Велике життя. 2 серія» (1946, Альоша)
- «Сільська вчителька» (1947, Коля Шаригін)
- «Попелюшка» (1947, Принц)
- «Весна» (1947, актор, що репетирує роль Гоголя (немає в титрах)
- «Мічурін» (1948, гість)
- «Тарас Шевченко» (1951, Курочкін, редактор журналу «Іскра»; Київська кіностудія)
- «Михайло Ломоносов» (1955, Григорій Теплов)
- «Батьки і діти» (1958, Микола Петрович Кірсанов)
- «Син Ірістона» (1959, епізод)
- «Звичайне диво» (1964, Господар-чарівник)
- «Незручна людина» (1985, керівний працівник)
- «Щасливий, хто любив…» (1986, букініст; Кіностудія ім. О. Довженка)
- «Вам що, наша влада не подобається?!» (1988, Микола Іларіонович Долбежов, доктор)
- «Артистка з Грибова» (1988, актор на радіо)
- «Розпад» (1990, верткий старий; Кіностудія ім. О. Довженка)
- «Похорон Сталіна» (1990, заарештований у справі лікарів)

### Озвучування/Дубляж
- «Людина-невидимка» (1933)
- «Тобі, Москво!» (1947, мультфільм; оповідач)
- «Алішер Навої» (1947, Алішер Навої — роль Раззак Хамраєва)
- «Викрадачі велосипедів» (1948, Антоніо Річчі — роль Ламбетто Маджорані)
- «Аленька квіточка» (1952, мультфільм; Чудовисько / Принц)
- «Підкорювачі вершин» (1952, Семен Ломідзе — роль Георгія Шавгулідзе)
- «Два гроші надії» (1952, Антоніо — роль Вінченцо Мусоліні)
- «Сніги Кіліманджаро» (1952, Гаррі. — роль Грегорі Пека)
- «Сестриця Альонушка і братик Іванушка» (1953, мультфільм; добрий молодець)
- «Зачарований хлопчик» (1955, мультфільм; лелека Ерменріх / один з гусей)
- «Дванадцять місяців» (1956, мультфільм; Квітень)
- «Заноза» (1957, Георгій — роль Тенгіза Мушкудіані)
- «Снігова королева» (1957, мультфільм; Олень)
- «Ночі Кабірії» (1957, Альберто Ладзарі — роль Амедео Наццарі)
- «Тіні повзуть» (1958, Кемал Захидов — роль Ісмаїла Дагестанли)
- «Казка про Мальчиша-Кібальчиша» (1958, мультфільм; гонець)
- «Бурштиновий замок» (1959, мультфільм; Кастітіс)
- «День народження» (1959, мультфільм; Тур)
- «Воскресіння» (1960, текст від автора)
- «Слова та літери» («Фітіль» № 4) (1962, читає текст)
- «Ювілей» («Фітіль» № 5) (1962, оповідач)
- «Паризькі таємниці» (1962, маркіз Родольф де Самбрей — роль Жана Маре)
- «Змагання» (1963, Шукур-бахші — роль Амана Хандурдієва)
- «Три товстуни» (1963, мультфільм; Тибул)
- «Дочка сонця» (1963, мультфільм; Етувгі)
- «Африканська казка» (1963, мультфільм; оповідач)
- «Москва — Генуя» (1964, закадровий текст)
- «Хоробрий кравець» (1964, мультфільм; оповідач)
- «Наргіс» (1965, мультфільм; Сурія, бог сонця / оповідач)
- «Знайомі обличчя» (1966, мультфільм; оповідач)
- «Світ без гри» (1966, читає текст; документальний фільм, присвячений засновнику документального кіно Дзіге Вертову)
- «Снігова королева» (1966, голос Оленя)
- «Я все пам'ятаю, Річарде» (1966, Яніс Калниньш — роль Харія Лієпіньша)
- «Будильник» (1967, мультфільм; оповідач)
- «Мова тварин» (1967, науково-популярний фільм; читає текст; «Київнаукфільм»)
- «Раз, два — дружно!» (1967, мультфільм; Лось)
- «Казка про золотого півника» (1967, мультфільм; текст від автора/молодший царевич)
- «Пророки і уроки» (1967, мультфільм; читає текст (у титрах немає)
- «Машинка часу» (1967, мультфільм; Оратор)
- «Пінгвіни» (1968, мультфільм; оповідач)
- «Кіт, який гуляв сам по собі» (1968, мультфільм; текст від автора)
- «Повернення з Олімпу» (1969, мультфільм; Геракл)
- «Загибель Пушкіна» (1969, науково-популярний фільм; читає текст)
- «Летючий корабель-привид» (1969, мультфільм (Японія); Капітан-привид, Голем, Краб Боа)
- «Капризна принцеса» (1969, мультфільм; Лицар / стражник)
- «Червоний намет» (1969, Умберто Нобіле — роль Пітера Фінча)
- «Франція, пісня» (1969, документальний, читає текст; реж. Юрій Альдохін)
- «Чорна гора» (1970, оповідач)
- «Чи думають тварини?» (1970, науково-популярний фільм; читає текст; «Київнаукфільм»)
- «Кентервільський привид» (1970, мультфільм; лорд Кентервіль)
- «Лабіринт. Подвиги Тесея» (1971, мультфільм; Тесей)
- «Аргонавти» (1971, мультфільм; Ясон)
- «Слово про хліб» (1971, мультфільм; оповідач)
- «Недільний музикант» (1972, оповідач)
- «Життя та дивовижні пригоди Робінзона Крузо» (1972, Робінзон Крузо — роль Леоніда Куравльова, Одеська кіностудія)
- «Оповідання старого моряка. Антарктида» (1972, мультфільм; пінгвін)
- «Майстер з Кламсі» (1972, мультфільм; оповідач)
- «Фаетон —- син Сонця» (1972, мультфільм; лектор)
- «Двоє в місті» (1973, прокурор)
- «Аврора» (1973, мультфільм; оповідач)
- «Вершник без голови» (1973, Кассій Колхаун — роль Аарне Юкськюли)
- «Викрадення місяця» (1973, Таріел Шервашидзе — роль Акакія Васадзе)
- «Старі стіни» (1973, Павлик — роль Євгена Кіндінова)
- «Зубик» («Фітіль» № 141) (1974, мультфільм; тато)
- «Прометей» (1974, мультфільм; Прометей)
- «Аварія» (1974, Суддя — роль Юрі Ярвета)
- «Чорна курка» (1975, мультфільм; вчитель)
- «Ілля Муромець. Пролог» (1975, мультфільм; оповідач)
- «Школа пана Мауруса» (1975, Маурус — роль Антса Есколи)
- «Соло для слона з оркестром» (1975, професор Ружичка — роль Їржі Совака)
- «Пригоди Буратіно» (1975, голос Цвіркуна, що говорить)
- «Чарівний голос Джельсоміно» (1975, голос оповідача (Джанні Родарі; Одеська кіностудія)
- «Дорогий улов» («Фітіль» № 165) (1976, мультфільм; рибінспектор)
- «Стійкий олов'яний солдатик» (1976, мультфільм; оповідач)
- «Ілля Муромець і Соловей-розбійник» (1978, мультфільм; Ілля Муромець/оповідач)
- «Де ти був, Одіссею?» (1978, «Одіссей», він же Птіжан, він же Леман, радянський розвідник — роль Донатаса Баніоніса; Одеська кіностудія)
- «Карл Маркс. Молоді роки» (1979, Людвіг фон Вестфален — роль роль Рудольфа Крістофа)
- «Горе — не біда» (1983, мультфільм; Солдат)
- «Терьохіна таратайка» (1985, мультфільм; оповідач)
- «Сказ про Євпатія Коловрата» (1985, мультфільм; хан Батий)
- «Пригоди чарівного глобуса, або Витівки відьми» (1991, мультфільм; Солдат)
- та багато інших…